# John Gatenby Bolton
John Gatenby Bolton, FRS, angleško-avstralski astronom, * 5. junij 1922, Sheffield, grofija Yorkshire, Anglija, † 6. julij 1993.

## Življenje in delo
Bolton je po študiju na Univerzi v Cambridgeu med 2. svetovno vojno leta 1942 odšel služiti v Kraljevo mornarico kot radarski častnik. Po vojni je ostal v Avstraliji, kjer se je začel ukvarjati z radijsko astronomijo.

## Priznanja

### Nagrade
Leta 1968 mu je Ameriško astronomsko društvo za življenjsko delo podelilo lektorat Henryja Norrisa Russlla in leta 1977 Kraljeva astronomska družba (RAS) zlato medaljo. Leta 1988 je prejel medaljo Bruceove.

### Osmrtnice
- JApA 14 (1993) 115
- PASAu 11 (1994) 86
- PASP 108 (1996) 729
- QJRAS 35 (1994) 225